# Rijeka
Rijeka és una ciutat croata situada al golf de Kvarne a la mar Adriàtica. En l'actualitat és la tercera ciutat del país després de la capital, Zagreb, i Split, i té una població de 128.624 habitants (cens del 2011).
Al segle xiii, sota domini venecià, tenia el nom italià de Fiume, amb el qual ha estat coneguda fins als temps moderns. Reka en eslovè; Sankt Veit am Flaum o Pflaum en alemany; Folyómszentvít en hongarès antic. El nom significa riu.
Comptant l'àrea metropolitana, la població total arribava als 245.054 habitants el 2011. Al cens de 2011, 82,52% de la població és croata tot i que hi ha minories de bosnis, italians i serbis. Rijeka, a més, és la capital del Comtat de Primorje-Gorski Kotar i seu de l'Arquebisbat de Rijeka. És el principal port de Croàcia i un dels més importants del mar Adriàtic. La Universitat data del 1973 però té arrels que remunten a una escola de teologia del 1632. És seu del Teatre Nacional de Croàcia Ivan pl. Zajc, construït el 1791. Les priincipals activitats econòmiques són el transport marítim, les drassanes i el turisme. El 2020 la ciutat era Capital Europea de la Cultura.

## Geografia i clima
Rijeka és a l'extrem nord-oest de Croàcia a la costa nord de la badia de Rijeka, part del golf de Kvarvern a la mar Adriàtica. La profunditat de la badia va contribuir a crear-hi un port molt important. Té un clima subtropical humit, amb estius calorosos (entorn dels 35-40º de temperatura). Els hiverns són freds, amb temperatures entorn dels 0-5º positius. La temperatura mitjana anual és entorn dels 11º. Les pluges són constants i regulars durant tot l'any. La precipitació mitjana anual és de 952 mm.

## Història

### Història antiga i medieval
Les primeres restes antigues trobades corresponen al Neolític. Així hi ha el jaciment celta deTharsaticum o Tarsatica situat en un turó (en l'actualitat, Trsat, barri de Rijeka) i el d'una tribu de mariners, els Liburni, localitzat a la part baixa del port natural de la ciutat. Plini el Vell menciona Tarsatica en la seva Història Natural (iii.140).
A l'època d'August, els romans van reconstruir Tharstica com municipium al marge dret del petit riu de Rječinad (un nom que significa «gran riu») i li van posar el nom de Flumen. Fins al segle vi la ciutat formà part de la província romana de la Dalmàcia. Després del segle iv, Rijeka es dedicà a Sant Vitus, el patró de la ciutat i se la reanomenà Terra Fluminis Sancti Viti o en alemany, Sankt Veit am Pflaum. A partir de la caiguda de l'Imperi romà durant el segle v, la ciutat fou governada pels diferents pobles que d'ara endavant ocuparan Itàlia: primer els ostrogots, després els romans d'Orient a partir del segle vi, i posteriorment els llombards i els àvars. Un segle després hi arribaren els croates donant-li el nom de Rika svetoga Vida (‘el riu de Sant Vitus’). Durant aquella època Rijeka fou un fortí feudal emmurallat.
El 799 Rijeka fou atacada pels francs de Carlemany i sotmesa a setge fins que van ocupar i devastar el castell. Des d'aleshores va formar part de l'Imperi Carolingi. A partir del segle x, amb la descomposició de l'Imperi de Carlemany, la localitat passà a formar part del Regne de Croàcia i a partir del següent segle passarà a domini magiar amb la unió del Regne de Croàcia al d'Hongria, un domini que, a grans trets, perdurarà fins al 1918 ara ja sota el nom d'Imperi Austrohongarès, fora dels anys 1803-1813, en què sota el domini francès, s'incorporà a les Províncies Il·líriques dins l'Imperi napoleònic, o Primer Imperi Francès.

### Sota la sobirania dels Habsburg
Després de passar al domini dels Habsburg el 1466, els venecians van atacar i saquejat el 1509. En canvi, els turcs otomans van atacar la ciutat diverses vegades però mai no la van conquerir. Des del segle xvi endavant la ciutat serà reconstruïda en estil renaixentista i posteriorment barroc. El 1719 l'emperador Carles VI declarà Fiume (Rijeka) port lliure, al costat del de Trieste.
Per ordre de l'emperadriu Maria Teresa el 1776 la ciutat és incorporada al Regne d'Hongria però administrativament dins de Croàcia. A causa de diferents protestes provinents de la mateixa ciutat de Fiume, el 1779 la localitat passà a ser governada com a Corpus separatum directament des de Budapest per un governador nomenat pel govern hongarès en tant que era l'únic port internacional magiar. A partir d'aquest fet, el port de Fiume, fou rival directe del de Trieste, aleshores austríac. Entre els segles xviii i xix Rijeka forma part d'Hongria, d'Austria, de França fins que finalment el 1867 amb el Compromís austrohongarès la ciutat és annexionada de nou i per última vegada al Regne d'Hongria mantenint el seu estatus especial de corpus separatum. Durant aquesta centúria Fiume (Rijeka) fou una important base naval i, a partir de mitjans del mateix segle, seu de l'Acadèmia Naval austrohongaresa on es formaven els oficials de la marina de guerra imperial.
Durant la segona meitat del segle xix, en especial en l'últim quart del segle, Fiume (Rijeka) viu una gran etapa d'expansió econòmica afavorit pel desenvolupament del comerç internacional amb l'establiment de diferents companyies comercials d'abast internacional i la connexió ferroviària amb la xarxa ferroviària de l'Imperi el 1877. Per exemple, d'aquesta època data l'establiment de la Companyia Reial de Navegació Hongaresa "Adria", o una paperera que venia paper de cigarrets arreu del món. O també la instal·lació d'una refineria de petroli que durant deu anys serà de les més grans d'Europa produint 60 mil tones de petroli a l'any. La ciutat també serà seu de les primeres indústries fabricants de torpedes o de fotografia. Gràcies a aquesta etapa de prosperitat econòmica, Fiume (Rikeja) serà el cinquè port de la Mediterrània, després després dels de Marsella, Gènova, Nàpols i Trieste (amb el qual mantenia una estreta competència la qual cosa no deixa de reflectir el caràcter dual de la monarquia austrohongaresa). D'aquí també el ràpid creixement econòmic que viu la ciutat entre 1880 i 1910, passant dels 21.000 habitants als 50.000, respectivament.
A més del ràpid creixement econòmic que experimenta la ciutat durant el segle xix fins al 1914, Fiume (Rijeka) viu una alteració del seu component de població a causa de les mesures portades pel govern magiar afavorint la immigració de poblacions d'altres parts de l'Imperi. Així, en el cens del 1910 constaven 24.000 persones ítaloparlants, 13.000 de parla croata, a més de 6.500 ciutadans d'origen hongarès i diferents milers d'altres nacionalitats com eslovens, alemanys, txecs, eslovacs i grecs.

### El conflicte ítaloiugoslau i l'Estat Lliure de Fiume
La desintegració de l'Imperi Austrohongarès a la tardor del 1918 va originar una etapa de rivalitat entre Itàlia i el recentment fundat Regne dels Serbis, Croats i Eslovens (després, Regne de Iugoslàvia) que pretenien el domini sobre la ciutat excusant-se en el component demogràfic de la ciutat i en reivindicacions "irredemptistes" (com és el cas dels italians). De fet, el 65% de la població era italiana, d'un total de 35.839 habitants, però la població dels suburbis i del voltant de la ciutat com és el cas de Sušak eren d'origen hongarès. Després d'una breu ocupació militar per part del nou nat Regne dels Serbis, Croats i Eslovens, seguida de la seva annexió al regne com a Corpus separatum, una força militar internacional integrada per britànics, francesos, italians i estatunidencs ocupà la ciutat mentre es debatia el seu futur a la Conferència de Pau de París del 1919. El 10 de setembre del mateix any, el Tractat de Saint-Germain declarava la dissolució de l'Imperi Austrohongarès establint, entre altres límits territorials de la nova Àustria sorgida després de la guerra, la incorporació del Tirol del Sud a Itàlia. En canvi, els límits orientals no quedaven del tot clars. Això, i l'ambigüitat del govern regit per Francesco Saverio Nitti, ajudà que tan sols dos dies després, el 12 de novembre, tropes irregulars italianes sota el comandament del poeta futurista Gabriele d'Annunzio ocupessin militarment la ciutat establint el seu propi estat amb el nom de Regència italiana del Carnaro. L'estat subsistí fins al 1920, en què arran del Tractat de Rapallo del mateix any signat entre el govern italià Giovanni Giolitti i el Regne dels Serbis, Croats i Eslovens, es convertí en l'Estat Lliure de Fiume, i es regí per una constitució pròpia, la Carta de Carnaro. Segons establia l'acord diplomàtic signat entre els dos estats, Fiume es convertia en un Estat lliure independent. Gabriele d'Annunzio, en canvi, rebutjà l'acord i va emetre una proclama en la qual considerava que Fiume (Rijeka) estava en estat de guerra amb Itàlia. L'exèrcit italià bombardejà la ciutat provocant el dia de Nadal de 1921 una cinquantena de víctimes mortals, fet que es coneix amb el nom de Nadal Sagnant (Natale di Sangue, en italià).
L'abril de 1921 se celebraren les primeres eleccions per a un parlament propi de les quals sortí com a vencedor amb majoria de vots el Moviment Autonomista que rebia suport croata. En canvi, el Bloc Nacionalista, integrat per feixistes, demòcrates i liberals italians era la segona força de l'assemblea de l'Estat lliure. Arran d'aquestes eleccions, Riccardo Zannella, cap del Moviment Autonomista, obtingué la presidència essent reconegut per la majoria de països. Tanmateix, això no posà fi als conflictes. El 3 de març de 1922 un cop d'estat nacionalista italià dirigit pel diputat feixista Francesco Giunta (no confondre amb el medievalista italià del mateix nom) destituí el govern Zanella i aquest es refugià a Porto Re, en l'actualitat Kraljevica, a la badia Kvarner (en italià, golf de Carnaro). L'endemà, Fiume (Rijeka) era incorporada al Regne d'Itàlia, aleshores amb Mussolini ja com a cap de govern.
Amb el Tractat de Roma del 27 de gener de 1924, signat per Itàlia i Iugoslàvia, però no reconegut per altres països, Fiume (Rijeka) passava a formar part territorial del Regne d'Itàlia mentre que Sušak s'incorporava al veí Regne dels Serbis, Croats i Eslovens passant a ser regida per una administració conjunta entre ambdós estats. Finalment, Mussolini annexionarà per decret Fiume (Rijeka) el 16 de març de 1924. La ciutat es convertirà en la capital de la província del mateix nom. Pocs anys després, el 1930, el nom de la província s'ampliarà incloent-hi el concepte geogràfic de Carnaro. Durant els anys del feixisme italià la ciutat viurà una etapa de desenvolupament industrial i del seu tràfic portuari.
El 1940, a les beceroles de la guerra, Fiume (Rijeka) tenia una població total de 60.592 habitants, dels quals 41.314 eren italians, 18.132 estrangers i 1.146 qualificats oficialment com a "ciutadania dubtosa".

### Rijeka durant la II Guerra Mundial
Quan esclatà la Segona Guerra Mundial Fiume (Rijeka) es trobà en una difícil situació: la majoria de la població era italiana però la seva rodalia, com s'ha vist anteriorment, estava poblada majoritàriament per croats. Quan Iugoslàvia fou atacada per les forces de l'Eix el juny de 1941 i posteriorment fou disgregada en diferents estats independents (l'Estat Independent de Croàcia dels ústaixes, n'era un, per exemple), l'original província de Fiume fou engrandida amb la incorporació de Kupa i les illes de Veglia (en l'actualitat amb el nom de Krk i d'Arbe (ara anomenada Rab) (Tractat de Roma del 1941). Després que Itàlia es rendís als aliats el setembre de 1943 Fiume (Rijeka) i els territoris del voltant foren annexionats a Alemanya formant part de l'anomenada Zona d'operacions del Litoral Adriàtic. L'activitat dels partisans continuà i s'intensificà: per exemple, el 30 d'abril de 1944, a la vora de la vila de Lipa, les tropes alemanyes com a represàlia a un atac partisà, mataren 263 civils.
A causa de la importància industrial i naviliera de Fiume (Rijeka), la localitat fou un objectiu freqüent dels bombardejos aliats i lloc de batalla entre les tropes alemanyes i els partisans la qual cosa provocà grans danys tant demogràfics com urbanístics. Els combats entre alemanys i iugoslaus per la conquesta de la ciutat succeïren l'abril fins que, finalment, la ciutat fou ocupada per les tropes iugoslaves el 3 de maig de 1945. En aquell moment, Fiume (Rijeka) estava pràcticament destruïda com també la seva infraestructura industrial.

### Després de la II Guerra Mundial
Fins a la signatura de l'acord de pau entre Itàlia i Iugoslàvia amb el Tractat de París de 1947, tant la ciutat com tota la península d'Ístria incloent-hi la ciutat de Trieste, estigueren sota el control d'una administració militar aliada (acord de 9 de juny del 1945 entre Iugoslàvia, els Estats Units i la Gran Bretanya). Segons aquesta resolució, el territori es dividia en dues zones d'ocupació: la zona A (ciutat de Trieste, que després esdevindrà territori lliure fins a la seva incorporació definitiva a Itàlia el 1954), amb tropes aliades, i la zona B (península d'Ístria amb Fiume) amb forces iugoslaves. Aquest serà el territori que finalment passarà a sobirania iugoslava arran del Tractat de París del 1947. Serà durant aquest període d'ocupació de dos anys de durada dos anys en què Rijeka estarà sotmesa a un govern militar. Serà aleshores quan es produirà tant una depuració interna (que afectarà principalment tant els feixistes, els col·laboracionistes durant l'ocupació alemanya de la ciutat, com en general tots aquells opositors a la instauració d'un règim comunista) o l'èxode de la població italiana. Es calcula que 58.000 dels 66.000 ítaloparlants que habitaven a la ciutat foren obligats gradualment a exiliar-se.
Només un terç de la població original, majoritàriament croats, continuà a la ciutat. Després fou repoblada per immigrants provinents d'arreu de Iugoslàvia canviant per tant la seva composició ètnica. Entre els anys 1950 i 1980 la ciutat canvià tant demogràficament com econòmicament passant la seva base econòmica a la indústria manufacturera i naviliera pel seu dinàmic port. Això sí, moltes d'aquestes indústries es planificaren dins un model socialista centralitzat amb la qual cosa amb la fi del comunisme i l'entrada en una economia capitalista moltes d'elles no pogueren sobreviure.

## Demografia
Segons el cens del 2011, la ciutat tenia 128.624 habitants, dels quals:
- Croats: 106.136 (82,52%)
- Serbis: 8.446 (6,57%)
- Bosnians: 2.650 (2,06%)
- Italians: 2.445 (1,90%)

Unes altres nacionalitats, incloent eslovens i hongaresos, no arriben a un 1% cadascuna d'elles.

## Llocs d'interès
- La fàbrica de torpedes on es construïren els primers prototips de torpedes autopropulsats dissenyats per l'enginyer naval Giovanni Luppis, o amb el seu nom croat Ivan Vukić. Encara ara existeixen les restes de la fàbrica, incloent-hi la rampa de llançament utilitzada el 1866 per provar la primera arma submarina.[4]

- Svetište Majke Božje Trsatske – santuari de Nostra Senyora de Trsat, construït durant l'Edat Mitjana, està situat a 135 metres sobre el nivell del mar. Representa la Guardiana dels Viatgers, en especial els mariners, els quals li fan ofrenes per ajudar-los en moments de dificultats o de malalties. És la seu de l'escultura gòtica de la Verge de Slunj.
- Antic arc de la porta romana. En un principi es va creure que era un arc de triomf construït durant el regnat de l'emperador Claudi el Gòtic però després es va descobrir que tan sols era la porta al Pretori, la part del comandament d'una fortificació romana.
- La Catedral de Rijeka, dedicada a Sant Vit.
- Palau Modello, del 1885

## Transport
El port de Rijeka és el port croat més gran amb una càrrega de més de nou milions de tones, majoritàriament de petroli, segons dades del 2014 i amb un moviment de passatgers de poc més de 159.000 persones. El port té connexions de ferri amb les illes properes com també amb Split i Dubrovnik. Les primeres referències del port daten del 1281 i el 1719, ja en ple domini dels Habsburg austríacs, quan se li concedí l'estatus de port lliure.
Rijeka té bones connexions terrestres amb la resta del país i els estats fronterers. L'autopista A6 connecta la ciutat amb la capital del país, Zagreb. L'A7, acabada el 2004, connecta Rijeka amb Ljubljana, la capital eslovena via Illirska Biatric i Itàlia.
Arribar a la ciutat per via aèria és un xic difícil, i més des de Catalunya o els països més propers, ja que només hi volen poques companyies, deu, i la majoria d'elles són de baix cost (Ryanair, Germanwings, Skywork) o xàrter (Limitless Airways), entre d'altres.
Rijeka està integrada en la xarxa ferroviària tant croata com internacional amb connexions cap a Zagreb, a Trieste, Ljubljana, Múnic, Salzburg i Viena.

## Esport

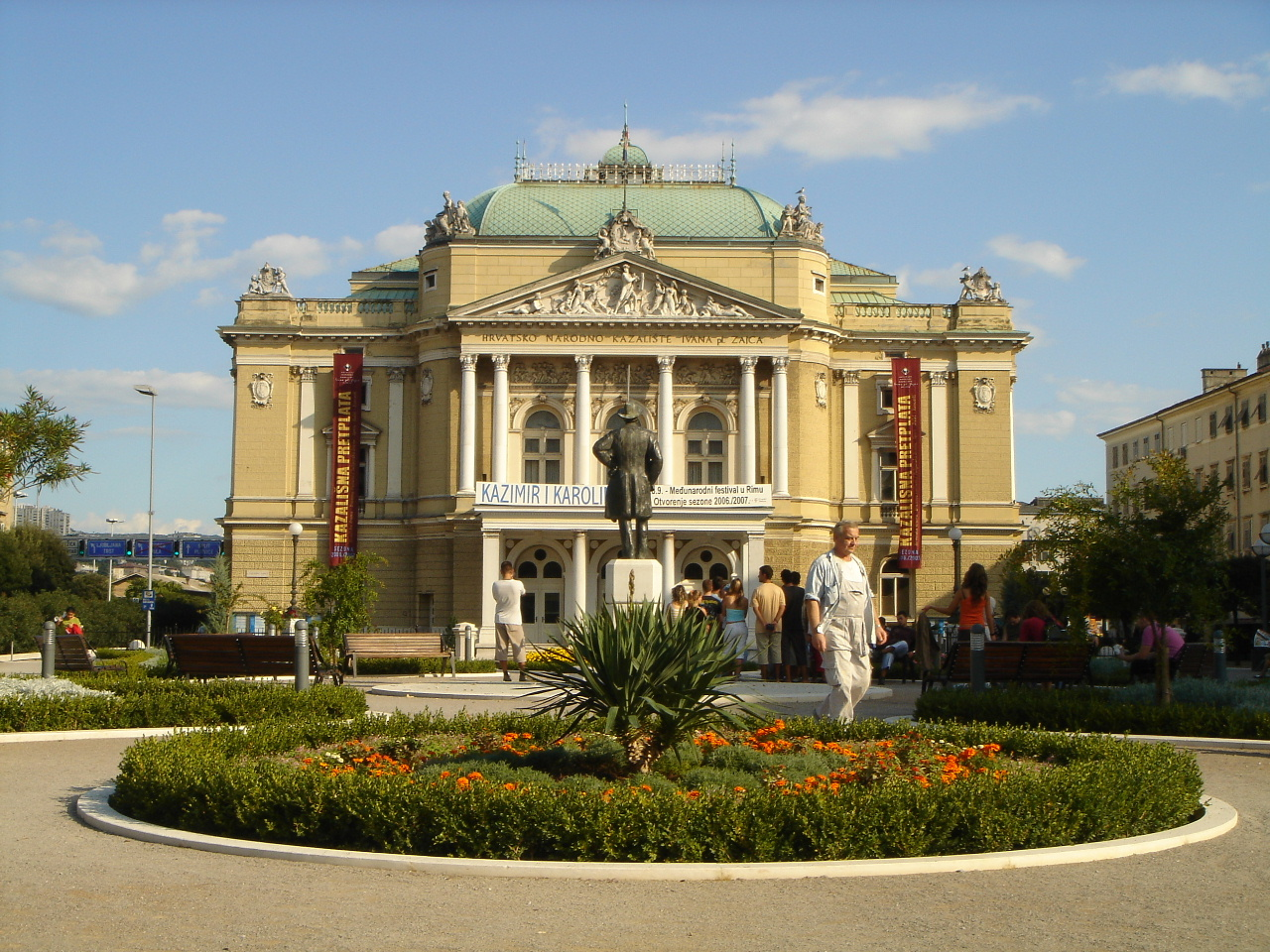
HNK Ivana pl. Zajca

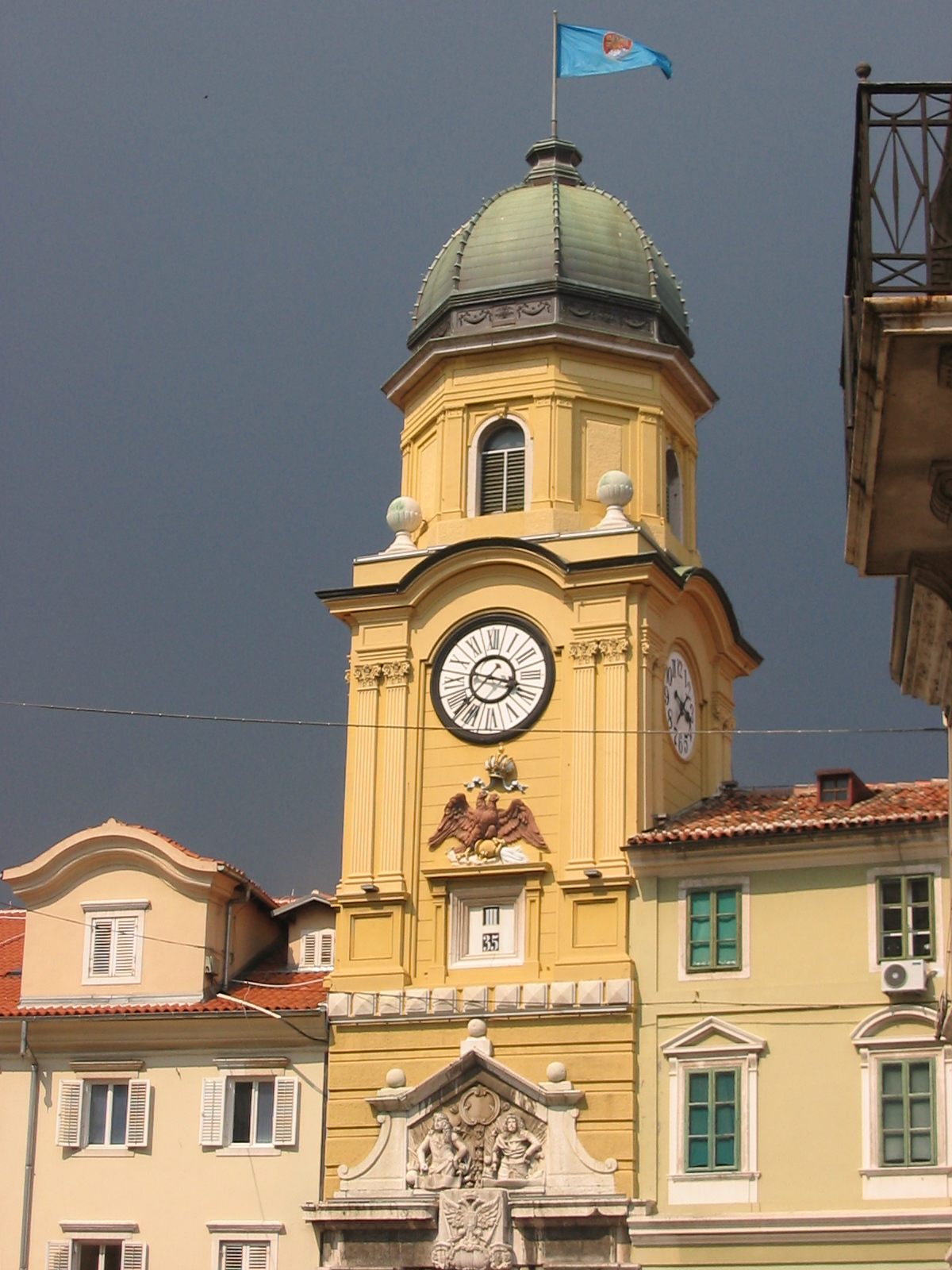
Rellotge de torre d'estil barroc a Rijeka

El principal equip de futbol de la ciutat és l'HNK Rijeka que juga en la Lliga croata de futbol. Altres entitats esportives són l'RK Zamet (handbol), VK Primorje EB (waterpolo), KK Kvarner (bàsquet) i el ŽOK Rijeka (voleibol femení). El 2008 Rijeka fou la seu del Campionat Europeu de Natació en piscina curta.
Ben a prop de Rijeka hi ha l'Automotodrom Grobnik, conegut també com a Circuit de Rijeka.

## Ciutats agermanades
Rijeka està agermanada amb les següents ciutats:
| - Bítola, Macedònia del Nord - Faenza, Itàlia - Este, Itàlia - Gènova, Itàlia - Imola, Itàlia - Rostock, Alemanya - Neuss, Alemanya - Hamburg, Alemanya | - Ljubljana, Eslovènia - Kawasaki, Japó - Ialta, Ucraïna - Cetinje, Montenegro - Qingdao, Xina - Pittsburgh, Estats Units - Dalian, Xina - Ningbo, Xina |

## Fills il·lustres
- Mihaly Csikszentmihályi (1934), professor de psicologia a la Universitat de Claremont (Califòrnia)
- Josip Bozanić (1949), cardenal croata i cardenal-arquebisbe de Zagreb
- János Kádár (1912-1989), secretari general del partit comunista hongarès
- Janko Polić Kamov (1886-1910), escriptor i poeta croata
- Vince Wartha (1844-1914), químic hongarès
- Ivan Zajc (1832-1914), compositor croata